# 刘子山旧宅
刘子山旧宅，位于山东省烟台市莱州市沙河镇湾头村，莱州市第三中学址，最初为实业家刘子山家族的大宅，是中华人民共和国山东省文物保护单位之一。
2006年12月7日，授予山东省文物保护单位，是一座近现代重要史迹及代表性建筑。